# Мая Березовска
Мая Березо̀вска (на полски: Maja Berezowska; 13 април 1893 / 1898 г., Барановичи, Белорусия, Руска империя – 31 май 1978 г., Варшава, Полша) е полска художничка (карикатуристка, илюстраторка, графичка).
Родена е в семейство на поляци. Баща ѝ е строителен инженер – подполковник във Въоръжените сили на Руската империя (строил железопътната Транссибирска магистрала), после бригаден генерал в Полската войска.
От 1933 до 1936 г. Березовска живее в Париж и работи за списания като „Фигаро“, „Льо Рир“ и „Иси Пари“. Става известна с карикатурите си на Адолф Хитлер, което предизвиква официален протест на германското посолство в Париж и съдебен процес срещу нея. Березовска се появява на делото в съда заедно с издателя на „Иси Пари“, като се опитват да убедят съда, че карикатурите са художествени творби, а не акт на хулиганство. Въпреки това ѝ е наложена глоба от 500 франка, но след като подава жалба, сумата е намалена символично на 1 франк.
Нацистите обаче не забравят за нейните осмиващи рисунки и при завръщането ѝ в Полша след избухването на Втората световна война е хвърлена в затвора Павяк във Варшава. Наказана със смъртна присъда, е изпратена в концентрационния лагер в Равенсбрюк в Североизточна Германия (на 90 km от Берлин), където е подлагана на медицински експерименти.
След като е освободена от съветските войски, се отправя с група полякини към Стокхолм, където се възстановява в продължение на година. Връща се в Полша през 1946 г. След войната прекратява да рисува характерните си еротични рисунки и рисува почти само цветя.
Умира на 31 май 1978 г. във Варшава, където е погребана.